# Karl Hoffmann (General, 1938)
Karl Hoffmann (* 9. Februar 1938 in Ostpreußen; † 18. Dezember 2011) war ein Brigadegeneral des Heeres der Bundeswehr. Er hatte Verwendungen in der Pioniertruppe und im Bereich Personalwesen, war Brigadekommandeur der Panzergrenadierbrigade 22 und zuletzt in den 1990er Jahren Kommandeur der Pionierschule und Fachschule des Heeres für Bautechnik und General der Pioniere.

## Leben
Hoffmann wuchs in Rosenheim auf, besuchte ein Humanistisches Gymnasium und absolvierte 1957 das Abitur. Am 16. Oktober 1957 trat er als Grundwehrdienstleistender beim Gebirgspionierbataillon 8 in Brannenburg in die Bundeswehr ein, wo er Verwendungen als Offizier für Militärisches Nachrichtenwesen und Personal (S 2/S 1) im Stab und als Kompaniechef der 5. Kompanie hatte. 1967 wurde er Kompaniechef der Gebirgspionierkompanie 220 in Brannenburg.
Ab 1970 war Hoffmann Referent im Referat III 5 der Personalabteilung (P) im Bundesministerium der Verteidigung (BMVg) in Bonn im Dienstgrad Major. Von 1973 bis 1975 absolvierte er den Lehrgang Generalstabsdienst International an der Führungsakademie der Bundeswehr in Hamburg, wo er zum Offizier im Generalstabsdienst ausgebildet wurde. Anschließend wurde er 1975 Bataillonskommandeur des (leichten) Pionierbataillons 240 in Passau, 1978 erneut Referent bei BMVg P III 5 als Oberstleutnant und 1985 als Oberst Kommandeur des Pionierkommandos 850 in München. Von 1988 bis 1991 war er Referatsleiter BMVg P III 5 und in dieser Zeit für mehrere Monate zum Bundeswehrkommando Ost in Strausberg kommandiert, wo er sich mit der Weiterverwendung der ehemaligen Berufssoldaten und Soldaten auf Zeit der Nationalen Volksarmee beschäftigte.
Von 1991 bis 1993 war Hoffmann Brigadekommandeur der Panzergrenadierbrigade 22 in Murnau am Staffelsee. Im April 1993 wurde er als Oberst Kommandeur der Pionierschule und Fachschule des Heeres für Bautechnik in München, wurde zum Brigadegeneral befördert und war ab 1995 zugleich General der Pioniere. Am 26. März 1998 wurde das Kommando an seinen Nachfolger Ulrich Keppler übergeben und Hoffmann mit Ablauf jenes Monats in den Ruhestand versetzt.
Hoffmann war evangelisch, verheiratet und hatte einen Sohn sowie eine Tochter.